# Lempira (moneda)
El lempira (código ISO 4217: HNL) es la moneda de curso legal de Honduras desde el año 1931. Se divide en 100 centavos. El organismo responsable de la emisión del lempira es el Banco Central de Honduras (BCH).
Circulan monedas de 5 y 10 centavos (aleación de cobre y cinc) y 20 y 50 centavos (aleación de acero y níquel). Circulaban monedas de 1 y 2 centavos (fabricadas con una aleación de acero y cobre).
Por lo que respecta al papel moneda, circulan billetes de 1, 2, 5, 10, 20, 50, 100, 200 y 500 lempiras, que son de color violáceo y tienen la cara de Ramón Rosa en el frente. En 2013 el Banco Central de Honduras aprobó la creación de 315 millones de billetes que incluyan el sistema braile y barras especiales destinadas para las personas con discapacidad visual. 
El Banco Central de Honduras en el 2019 aprobó la creación del billete de L 200 en conmemoración del 200 aniversario de la independencia de Honduras (15 de septiembre de 1821).  El personaje, lugar y diseño todavía se discuten. Esta moneda entró en vigencia en septiembre de 2021.

## Historia
El Banco Atlántida fundado en 1913 como entidad bancaría privada, fue el primer emisor de papel moneda en el país. Antes de 1930, la moneda oficial era el peso. En 1932 el Congreso Nacional estableció como nueva moneda oficial el lempira. Más tarde, fue fundado el Banco Central de Honduras en el año de 1950 y desde entonces la divisa pasó a estar bajo la tutela y el control estatal.
La tasa de cambio era de dos lempiras por dólar estadounidense a finales de la década de 1980 (por ejemplo, la moneda de 20 centavos de lempira se denomina popularmente daime, puesto que valía lo mismo que la moneda estadounidense de 10 centavos, denominada dime). A mediados de septiembre del 2005, la tasa de cambio se había depreciado hasta 18,04 HNL por dólar (22,16 HNL por euro).
El lempira se llama así en conmemoración del cacique Lempira del pueblo lenca, un líder indígena que defendió su territorio luego de la invasión española, es un héroe nacional, y figura en el billete de 1 lempira y en las monedas de 20 y 50 centavos.

## Billetes
| Denominación | Viejo diseño | Nuevo diseño | Color principal | Dimensiones | Motivo principal                | Reverso |
| ------------ | ------------ | ------------ | --------------- | ----------- | ------------------------------- | --- |
| 1 lempira    |              |              | Rojo            | 156 × 67 mm | Lempira                         | Copán Ruinas |
| 2 lempiras   |              |              | Morado          | 156 × 67 mm | Marco Aurelio Soto              | Isla de Amapala |
| 5 lempiras   |              |              | gris            | 156 × 67 mm | Francisco Morazán               | Batalla de La Trinidad |
| 10 lempiras  |              |              | Marrón          | 156 × 67 mm | José Trinidad Cabañas           | Ciudad Universitaria Universidad Nacional Autónoma de Honduras |
| 20 lempiras  |              |              | Verde           | 156 × 67 mm | Dionisio de Herrera             | Antiguo Palacio Presidencial (1920-1992) |
| 50 lempiras  |              |              | Azul            | 156 × 67 mm | Juan Manuel Gálvez              | Banco Central de Honduras |
| 100 lempiras |              |              | Naranja         | 156 × 67 mm | José Cecilio del Valle          | Casa Valle, lugar donde nació José Cecilio del Valle. Construida aproximadamente en 1756, ubicada en el departamento de Choluteca, específicamente en Ciudad de Choluteca. |
| 200 lempiras |              |              | Verde           | 156 × 67 mm | Casa de Gobierno de Comayagüela | Guacamayas en la Biosfera de Río Plátano. |
| 500 lempiras |              |              | Violeta         | 156 × 67 mm | Ramón Rosa                      | Minas de San Juancito |

## Monedas
| Denominación | Emisión actual | Metal | Forma    | Imagen | Diámetro | Borde    | Diseño en el anverso             | Diseño en el reverso              |
| ------------ | -------------- | ----- | -------- | ------ | -------- | -------- | -------------------------------- | --------------------------------- |
| 1 centavo    | Años 70        | Cobre | Circular |        |          | Liso     | Valor facial en corona de laurel | Escudo nacional y nombre del país |
| 2 centavos   | Años 70        | Cobre | Circular |        |          | Liso     | Valor facial en corona de laurel | Escudo nacional y nombre del país |
| 5 centavos   | Años 70        | Latón | Circular |        |          | Liso     | Valor facial en corona de laurel | Escudo nacional y nombre del país |
| 10 centavos  | Años 70        | Latón | Circular |        |          | Liso     | Valor facial en corona de laurel | Escudo nacional y nombre del país |
| 20 centavos  | Años 70        |       | Circular |        |          | Estriado | Lempira y valor facial           | Escudo nacional y nombre del país |
| 50 centavos  | Años 70        |       | Circular |        |          | Estriado | Lempira y valor facial           | Escudo nacional y nombre del país |

## Actualidad
Entre los años 2010 a 2013, el Banco Central de Honduras aprobó la creación de 540 millones de billetes, 262 millones de monedas y 315 millones de billetes que incluyan el sistema braile destinada para ser identificados dichos billetes, por personas con discapacidad visual, además de la posible creación de billetes inorgánicos.